# Liste der führenden Managementberatungen in Deutschland
Die Liste der führenden Managementberatungen in Deutschland gibt einen Überblick über die führenden Managementberatungen in Deutschland nach Umsatz.

## Führende internationale Managementberatungen in Deutschland
Berücksichtigt werden darin ausschließlich Unternehmen, die ihren Hauptsitz sowie die Mehrheit des Grund- und Stammkapitals nicht in Deutschland haben aber signifikante Umsätze mit Managementberatungsleistungen in Deutschland erzielt haben.
Alle Angaben in Milliarden Euro (Stand: 2023)
|      |           |                            | Stammsitz des Unternehmens | Stammsitz des Unternehmens | Gesamtumsatz in Milliarden € | Gesamtumsatz in Milliarden € | Gesamtumsatz in Milliarden € | Gesamtumsatz in Milliarden € | Mitarbeiterzahl | Mitarbeiterzahl | Mitarbeiterzahl | Mitarbeiterzahl | Mitarbeiterzahl |
| Rang | Rang 2016 | Unternehmen                | Stadt                      | Land                       | 2022                         | 2015                         | 2014                         | 2013                         | 2022            | 2021            | 2015            | 2014            | 2013            |
| ---- | --------- | -------------------------- | -------------------------- | -------------------------- | ---------------------------- | ---------------------------- | ---------------------------- | ---------------------------- | --------------- | --------------- | --------------- | --------------- | --------------- |
| 1    | 1         | Accenture 1) *)            | Dublin                     | Irland                     | 32,4                         |                              | 11,8                         | 11,6                         | 157.000         | 125.000         |                 | 65.500          | 64.000          |
| 2    | 2         | Deloitte 2) *)             | New York City              | Vereinigte Staaten         | 29,5                         |                              | 10,8                         | 09,9                         | 145.700         | 119.500         |                 | 67.500          | 62.000          |
| 3    | 3         | PricewaterhouseCoopers 2)  | Frankfurt am Main          | Deutschland                | 19,7                         |                              | 07,5                         | 06,9                         | 105.960         | 81.369          |                 | 44.500          | 42.200          |
| 4    | 6         | Ernst & Young (EY) 2) *)   | London                     | Vereinigtes Königreich     | 18,7                         |                              | 04,9                         | 04,4                         | 133.926         | 102.484         |                 | 34.534          | 29.747          |
| 5    | 5         | McKinsey & Company *)      | New York City              | Vereinigte Staaten         | 14,7                         |                              | 05,6                         | 05,3                         | 45.000          | 38.000          |                 | 20.000          | 19.000          |
| 6    | 4         | KPMG 2) *)                 | Zug                        | Schweiz                    | 14,7                         |                              | 06,8                         | 06,2                         | 85.700          | 75.800          |                 | 45.500          | 40.000          |
| 7    | 7         | Boston Consulting Group *) | Boston                     | Vereinigte Staaten         | 11,1                         |                              | 03,4                         | 03,0                         | 30.000          | 25.000          |                 | 10.500          | 9.700           |
| 8    | 10        | Willis Tower Watson        |                            | Vereinigte Staaten         | 8,4                          |                              | 02,6                         | 02,6                         | 46.600          | 44.200          |                 | 15.000          | 14.000          |
| 9    |           | IBM 3) *)                  |                            |                            | 8,4                          |                              |                              |                              | 48.000          | 42.000          |                 |                 |                 |
| 10   | 12        | Bain & Company             | Boston                     | Vereinigte Staaten         | 6,4                          |                              | 01,7                         | 01,6                         | 18.000          | 13.000          |                 | 6.000           | 5.700           |
| 11   | 8         | Mercer                     | New York City              | Vereinigte Staaten         | 5,0                          |                              | 03,3                         | 03,1                         | 26.000          | 25.700          |                 | 20.535          | 20.535          |
| 12   | 13        | Oliver Wyman               | New York City              | Vereinigte Staaten         | 2,7                          |                              | 01,3                         | 01,1                         | 6.700           | 5.500           |                 | 3.700           | 3.500           |
| 13   | 11        | Capgemini Invent *)        | Paris                      | Frankreich                 | 2,0                          |                              | 02,4                         | 02,3                         | 12.000          | 11.000          |                 | 9.550           | 9.150           |
| 14   |           | Protiviti                  |                            |                            | 1,9                          |                              |                              |                              | 7.000           | 5.700           |                 |                 |                 |
| 15   | 16        | AlixPartners *)            |                            | Vereinigte Staaten         | 1,8                          |                              | k. A.                        | k. A.                        | 3.000           | 2.500           |                 | 1.300           | 1.200           |
| 16   | 14        | A.T. Kearney *)            | Chicago                    | Vereinigte Staaten         | 1,7                          |                              | 0,8                          | 0,8                          | 4.604           | 3.811           |                 | 3.500           | 3.200           |
| 17   | 9         | Aon Hewitt 4)              | Lincolnshire               | Vereinigte Staaten         | 1,3                          |                              | 03,2                         | 03,1                         | 4.600           | 4.600           |                 | 27.000          | 27.000          |
| 18   | 15        | BearingPoint               | Amsterdam                  | Niederlande                | 0,8                          |                              | 0,6                          | 0,6                          | 4.583           | 4.185           |                 | 3.150           | 3.055           |

k. A. = keine Angabe
- *) Umsatz- und/oder Mitarbeitendenzahlen teilweise geschätzt
- 1) Hierbei handelt es sich um den Consulting-Umsatz von Accenture (ohne die Outsourcing-Umsätze).
- 2) Die Angaben beziehen sich auf die Geschäftsbereiche Consulting und Advisory der Wirtschaftsprüfungs-Gesellschaften.
- 3) Die Angaben beziehen sich auf das Consulting-Segment „Business Transformation“, Teil der Organisationseinheit Global Business Services.
- 4) Die Angaben beziehen sich auf die Aon Wealth Solutions

## Führende deutsche Managementberatungen in Deutschland
Die Lünendonk-Liste „Managementberatung in Deutschland“ ist ein Ranking der führenden Management-Consulting in Deutschland. Die Unternehmensberatungen werden dabei anhand ihres Umsatzes und der Mitarbeiterzahl dargestellt. Die Liste wird jährlich aktualisiert.
Berücksichtigt werden darin ausschließlich Unternehmen, die ihren Hauptsitz sowie die Mehrheit des Grund- und Stammkapitals in Deutschland haben.
Alle Angaben in Millionen Euro (Stand: 6. Februar 2024)
|      |                                                    |                      | Gesamtumsatz | Gesamtumsatz | Gesamtumsatz | Gesamtumsatz | Gesamtumsatz | Gesamtumsatz | Mitarbeiterzahl | Mitarbeiterzahl | Mitarbeiterzahl | Mitarbeiterzahl | Mitarbeiterzahl | Mitarbeiterzahl |
| Rang | Unternehmen                                        | Unternehmenssitz     | 2022         | 2021         | 2020         | 2015         | 2014         | 2013         | 2022            | 2021            | 2020            | 2015            | 2014            | 2013            |
| ---- | -------------------------------------------------- | -------------------- | ------------ | ------------ | ------------ | ------------ | ------------ | ------------ | --------------- | --------------- | --------------- | --------------- | --------------- | --------------- |
| 1    | Roland Berger Strategy Consultants Holding GmbH *) | München              | 870,0        | 745,0        | 590,0        | 560,0        | 560,0        | 750,0        | 3.000           | 2305            | 2270            | 2.300           | 2.400           | 2.700           |
| 2    | Simon Kucher & Partners GmbH                       | Bonn                 | 534,9        | 442,6        | 361,5        | 208,0        | 172,0        | 152,0        | 2.000           | 1700            | 1400            | 820             | 720             | 680             |
| 3    | Q Perior AG                                        | München              | 286,0        | 235,0        | 225,0        | 104,0        | 92,0         | 90,0         | 1.015           | 905             | 789             | 438             | 427             | 425             |
| 4    | Porsche Consulting GmbH *)                         | Bietigheim-Bissingen | 271,0        | 212,0        | 185,0        | 103,6        | 90,0         | 85,0         | 840             | 750             | 670             | 385             | 372             | 360             |
| 5    | Horváth AG (Horváth & Partners-Gruppe)             | Stuttgart            | 270,0        | 216,0        | 196,0        | 132,0        | 122,0        | 105,5        | 1.059           | 912             | 832             | 570             | 536             | 483             |
| 6    | d-fine GmbH                                        | Frankfurt            | 221,6        | 201,3        | 170,0        | 115,2        | 95,5         | 82,0         | 1.215           | 1115            | 1006            | 610             | 530             | 471             |
| 7    | Detecon International GmbH                         | Köln                 | 214,4        | 186,5        | 193,5        |              |              |              | 1.217           | 1143            | 1124            |                 |                 |                 |
| 8    | Zeb.Rolfes.Schierenbeck.Associates GmbH            | Münster              | 200,2        | 190,9        | 177,0        | 180,0        | 179,0        | 169,0        | 906             | 884             | 857             | 841             | 897             | 844             |
| 9    | KPS AG                                             | München              | 179,5        | 212,0        | 185,0        | 122,9        | 111,1        | 97,0         | 725             | 647             | 619             | 354             | 317             | 171             |
| 10   | goetzpartners Group                                | München              | 140,5        | 134,5        | 125,2        | 90,0         | 82,0         | 77,0         | 390             | 365             | 360             | 280             | 250             | 220             |
|      | Kienbaum (Unternehmensgruppe)                      | Gummersbach          |              |              |              | 110,0        | 115          | 112          |                 |                 |                 | 650             | 670             | 710             |